# Amqui
Amqui – miasto w Kanadzie, w prowincji Quebec, w regionie Bas-Saint-Laurent i MRC La Matapédia. Miasto położone jest u ujścia rzeki Humqui do Matapédii. Amqui jest największym i najważniejszym miastem w dolinie Matapédii.
Okolice dzisiejszego miasta były zamieszkane już ok. 500 roku p.n.e., ale pierwsi osadnicy europejscy (franko-kanadyjscy) dotarli tutaj dopiero w 1848. W 1889 roku powstała tutaj parafia Saint-Joseph-Labre. Miasto Amqui powstało w 1991 roku w wyniku połączenia parafii Saint-Joseph-Labre i wsi Amqui.
Liczba mieszkańców Amqui wynosi 6 261. Język francuski jest językiem ojczystym dla 99,5%, angielski dla 0,2% mieszkańców (2006).